# Uvac (Rudo)
Pour les articles homonymes, voir Uvac (homonymie).
Uvac (en serbe cyrillique : Увац) est un village de Bosnie-Herzégovine. Il est situé dans la municipalité de Rudo et dans la république serbe de Bosnie. Selon les premiers résultats du recensement bosnien de 2013, il compte 419 habitants.

## Démographie

### Répartition de la population par nationalités (1991)
En 1991, le village comptait 515 habitants, répartis de la manière suivante :

### Communauté locale
En 1991, la communauté locale d'Uvac comptait 613 habitants, répartis de la manière suivante.